# Schattenpflanze
Als Schattenpflanzen (Skiadophyten) werden Pflanzen bezeichnet, die nur eine Teilmenge der sonst üblichen Lichtmenge benötigen, um ihr Maximum an Photosynthese betreiben zu können, und daher an schattigen Standorten wachsen können. Das Gegenteil sind Sonnenpflanzen (Heliophyten), deren Bedarf höher ist und die im Schatten weniger Wachstum aufweisen oder gar nicht gedeihen.

Abhängigkeit der Photosyntheserate (Ordinate) von der zur Verfügung stehenden Beleuchtungsstärke (Abszisse) bei Sonnen- bzw. Schattenpflanzen. Der Lichtsättigungspunkt wird von Schattenpflanzen wesentlich schneller erreicht, ihr Lichtkompensationspunkt liegt auch niedriger. Im positiven Bereich der Ordinate findet eine Netto-Photosynthese statt, während im negativen Bereich eine Netto-Atmung auftritt.

Schattenpflanzen besitzen dünne, flach ausgebreitete und oft vergleichsweise große Blätter mit reichlich Chlorophyll, wodurch die Lichtausbeute maximiert wird.
Man unterscheidet obligatorische Schattenpflanzen, die nur im Schatten gedeihen, von fakultativen Schattenpflanzen, die auch im vollen Sonnenlicht wachsen, hier aber eine Sonnenform ausbilden.
Beispielsweise erreicht die Europäische Eibe ihre Nettoprimärproduktion bereits bei 300 Lux und die Weißtanne bei 600 Lux.
Schattentolerante Arten sind oft zugleich feuchtigkeitsliebend und haben häufig große, dünne Blätter (hygromorph) mit lockerem, chlorophyllreichem Gewebe.
Viele Beispiele für Schattenpflanzen finden sich in tropischen Regenwäldern in der Strauchschicht und in der Krautschicht im Bereich der Farne, Moose.
Beispiele für die mitteleuropäischen Breiten sind Sauerklee und Springkraut, sie kommen mit nur etwa einem Prozent des Sonnenlichts aus.
Siehe auch: Zeigerwerte nach Ellenberg, K-Strategie
Die Standorte werden nach der Lichtmenge unterschieden:
- Absonnig; bezeichnet meist einen Standort, der hell und nach oben nicht abgeschirmt ist – etwa durch eine große Baumkrone – aber nicht direkt von der Sonne beschienen wird. Er profitiert jedoch von einem intensiven Streulichteinfall. Von einem absonnigen Standort spricht man aber auch, wenn dieser nur in der Mittagszeit vor direkter Sonne geschützt ist.
- Lichtschattig, lichter Schatten; wenn Schatten und Sonnenflecken sich kleinräumig abwechseln. Solche Standorte findet man zum Beispiel oft unter sehr lichtdurchlässigen Baumkronen. Ein lichtschattiger Standort kann ebenfalls morgens oder abends der vollen Sonne ausgesetzt sein – im Gegensatz zum halbschattigen Standort liegt er aber zu keiner Tageszeit im Vollschatten.
- Halbschattig; sind Standorte die zeitweise im Vollschatten liegen – entweder morgens und mittags, nur während der Mittagszeit oder mittags bis abends. Sie bekommen pro Tag nicht mehr als vier bis sechs Stunden Sonne ab und sind in der Regel auch nicht der Mittagssonne ausgesetzt.
- Schattig; sind Standorte unter Großsträuchern oder Bäumen auch nahe bei höheren Mauern, Gebäuden, mit überwiegend Schatten oder Halbschatten.